# 205-я армейская пушечная артиллерийская бригада
205-я армейская пушечная артиллерийская бригада - воинское соединение Вооружённых сил СССР в Великой Отечественной войне.

## История
Бригада сформирована с 16.11.1944 года в составе 7-й армии , на базе 1293-го армейского пушечного артиллерийского полка,  354-го отдельного пушечного артиллерийского дивизиона и одной батареи 1942-го корпусного артиллерийского полка
В составе действующей армии с 29.01.1945 года по 09.05.1945 года.
В январе-феврале 1945 года участвовала в заключительной фазе Будапештской стратегической операции, южнее Будапешта отражая удар вражеских войск, в марте 1945 года отражала контрудар вражеских войск в ходе Балатонской оборонительной операции, затем преследовала отступающие войска противника в ходе Венской операции.

## Полное наименование
- 205-я армейская пушечная артиллерийская Свирская бригада

## Подчинение
| Дата            | Фронт (округ)        | Армия                          | Корпус | Дивизия | Примечания |
| --------------- | -------------------- | ------------------------------ | ------ | ------- | ---------- |
| 01.12.1944 года | Резерв Ставки ВГК    | 7-я армия                      | -      | -       | -          |
| 01.01.1945 года | Резерв Ставки ВГК    | Резервное фронтовое управления | -      | -       | -          |
| 01.02.1945 года | 3-й Украинский фронт | 26-я армия                     | -      | -       | -          |
| 01.03.1945 года | 3-й Украинский фронт | 26-я армия                     | -      | -       | -          |
| 01.04.1945 года | 3-й Украинский фронт | 26-я армия                     | -      | -       | -          |
| 01.05.1945 года | 3-й Украинский фронт | 26-я армия                     | -      | -       | -          |

## Награды и наименования
| Награда (наименование)           | Дата | За что получена                    |
| -------------------------------- | ---- | ---------------------------------- |
| Почётное наименование «Свирская» |      | по преемственности от 354-го опадн |